# Charles Mozin
Charles Louis Mozin (* 12. März 1806 in Paris; † 7. November 1862 in Trouville-sur-Mer) war ein französischer Maler. Er ist der Großvater des Postimpressionisten Fernand Piet.

## Leben
Der Bruder des Komponisten Théodore Mozin war Schüler von Xavier Leprince. Er gilt als der „Entdecker“ von Trouville-sur-Mer, das sich Ende des 19. Jahrhunderts zum beliebten Seebad entwickelte. Im Alter von neunzehn Jahren kam er erstmals in das Fischerdorf an der Küste des Ärmelkanals in der Normandie, wo viele seiner Bilder entstanden. Hier traf er mit den Malern Paul Huet und Eugène Isabey zusammen, und 1829 verbrachte hier Alexandre Dumas erstmals die Ferien.
In vielen seiner Werke steht Mozin in der Tradition der Marinemalerei von Künstlern wie Claude Lorrain und Nicolas Marie Ozanne, in anderen näherte er sich Charles François de Lacroix und Joseph Vernet.
Werke Mozins befinden sich u. a. im Besitz des Musée Eugène Boudin in Honfleur und des Musée de Trouville – Villa Montebello.

## Werke
- Marais de Deauville avec la Touques
- Le quai
- Entrée de la Touques
- Marine au large de la Côte de Grâce
- La traversée du gué
- l’Invincible gagnant le port
- Le port de Rouen vue générale, 1855, Rouen, Musée des Beaux-Arts

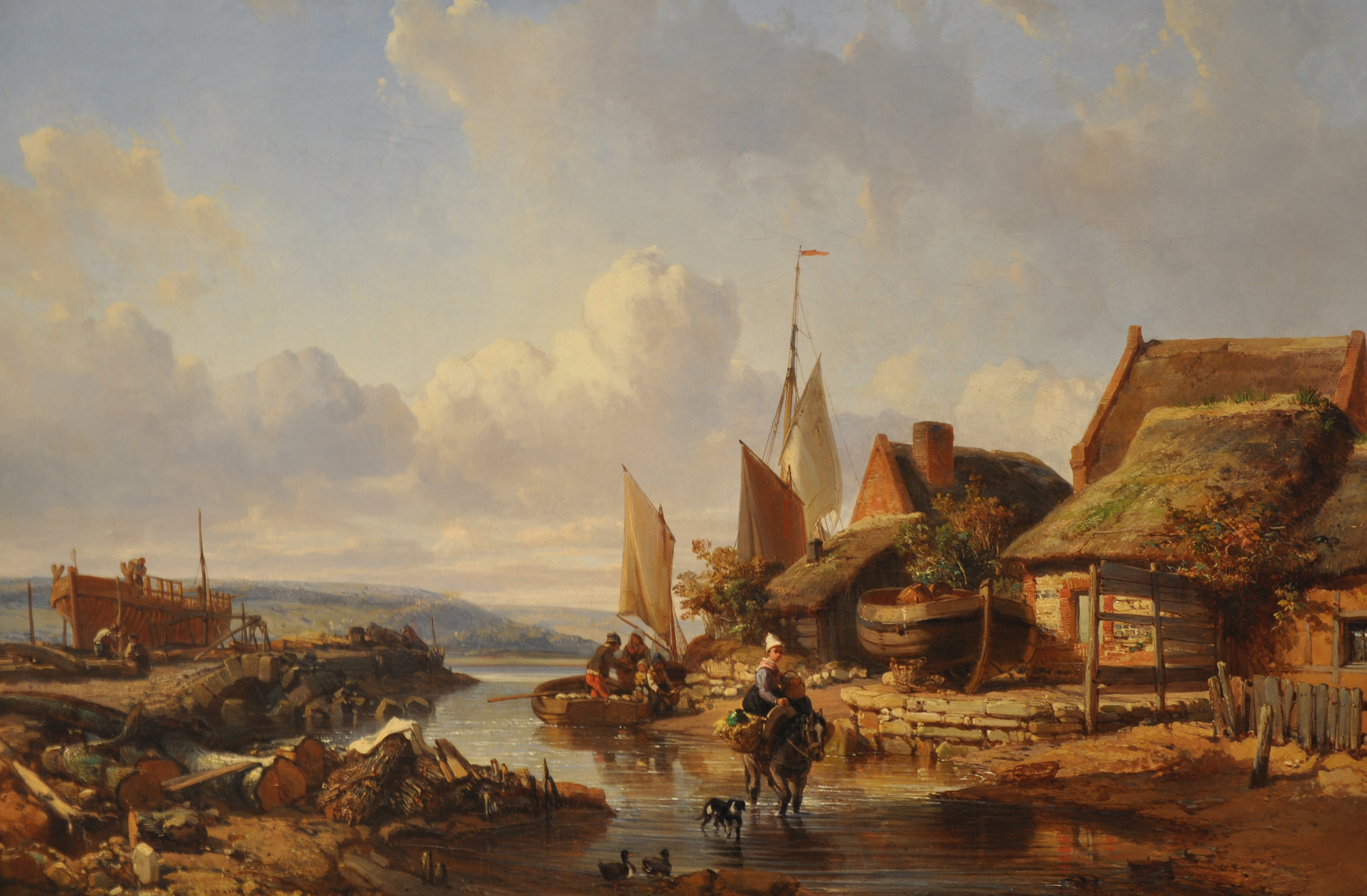
Le confluent du ruisseau de Calenville avec la Touques
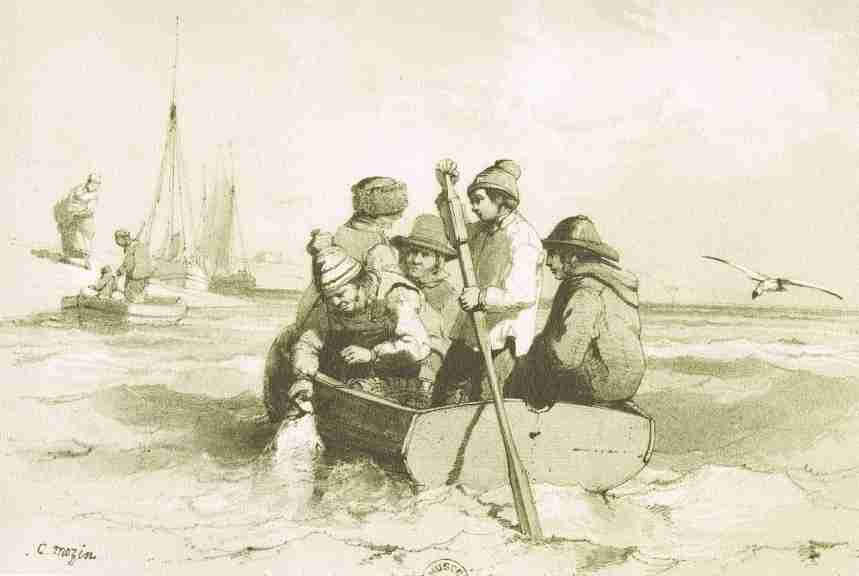
La Godille
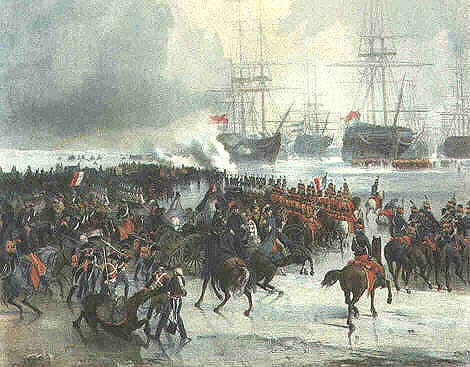
La flotte hollandaise prise par les glaces, et capturée par la cavalerie française (1795)
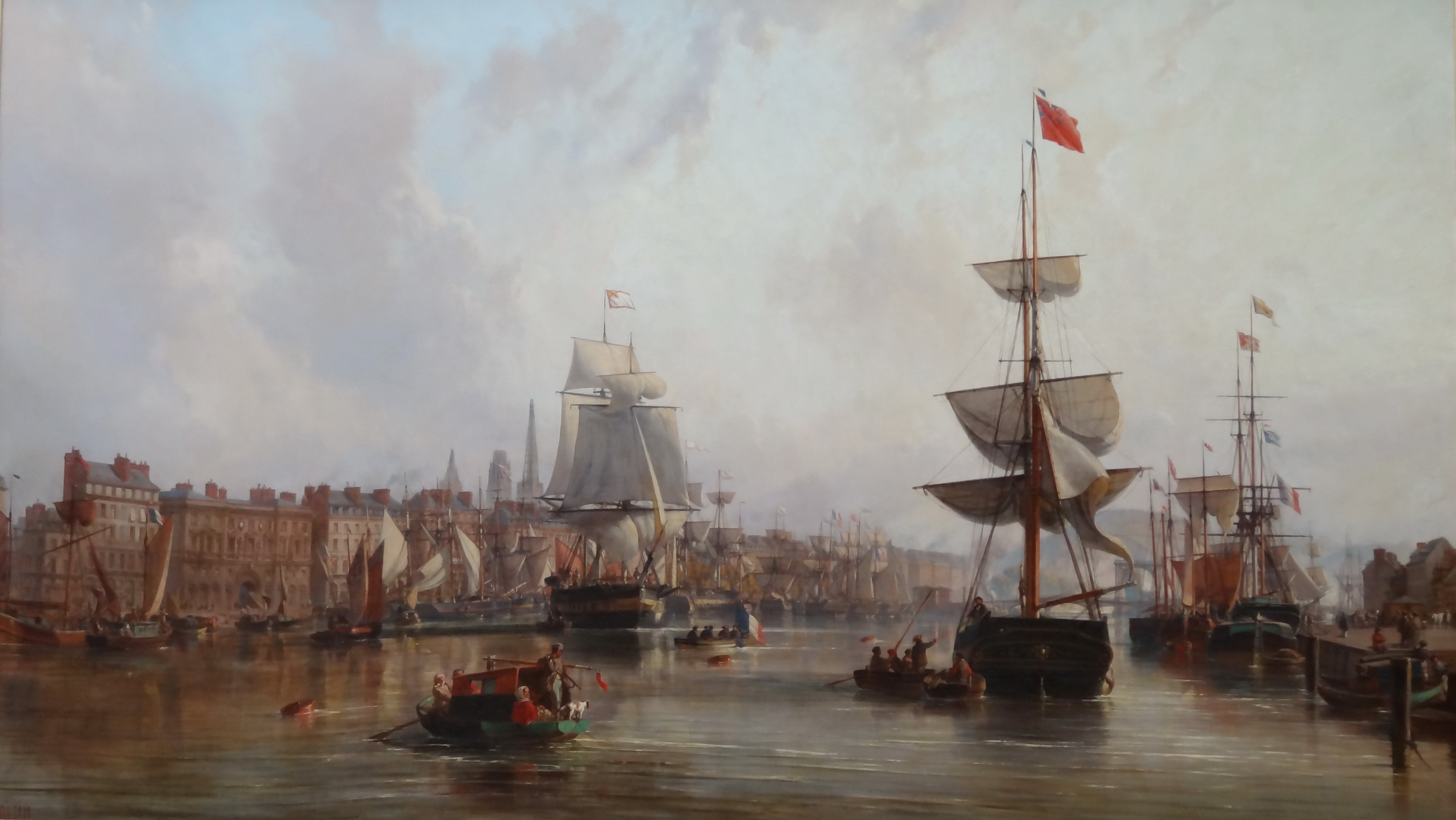
Le port de Rouen vue générale (1855)